# Xenomede di Ceo
Xenomede (in greco antico: Ξενομήδης?, Xenomḗdēs ; Ceo, ... – ...; fl. V secolo a.C.) è stato uno storico greco antico.

## Biografia
Sappiamo che era di Ceo e che fu un logografo del V secolo a. C.
Infatti Dionigi di Alicarnasso colloca Xenomede con Ellanico, Damaste «e molti altri» nel periodo compreso tra gli anni immediatamente prima della guerra del Peloponneso e il floruit di Tucidide, dopo un gruppo che comprende Ecateo, Acusilao e Carone. Il 450 a.C. segnerebbe grosso modo la divisione tra i due gruppi di logografi, avvicinando Xenomede all'epoca di Ellanico, contemporaneo più anziano di Tucidide.

## Opere
Xenomede fu autore di una storia della sua isola natale (dal titolo sconosciuto), di cui restano pochissimi frammenti.
Da essa Callimaco trasse la famosa storia di Aconzio e Cidippe. Altri temi trattati da Xenomede sono citati sempre da Callimaco a proposito delle origini mitiche dell'isolaː 
dall’antico Xenomede, che un dì tutta

l’isola incluse in memoria storica,

cominciando da quando fu abitata dalle ninfe Coricie,

che un gran leone scacciò dal Parnaso,

e fu perciò chiamata Idrussa, e come Kirode (?)

(...) abitò a Carie;

e come vi abitarono quelli da cui sempre i sacrifici

al suono di trombe riceve Zeus Alalassio,

i Cari e i Lelegi insieme, e come il nome Ceo le fece

cambiare, figlio di Febo e di Melia.

E l’empietà e la morte dal fulmine, e i magici

Telchini, e, sprezzante degli dei beati,

lo sciocco Demonatte: tutto questo l'antico mise nel libro;

e la vecchia Macelo, madre di Dessitea,

loro sole, quando travolsero l’isola per la sacrilega

empietà, gli immortali le lasciarono illese;

e come quattro città eressero: Megacle eresse

Cartea, Eupilo, figlio di Criso divina,

la cittadella di Iulide, ricca di fonti, ed Aceo

Peessa, sede delle Cariti riccioli belli,

e Afrasto il borgo di Coresia. E disse, o ragazzo di Ceo,

mescolandolo a queste, il tuo sofferto amore,

il vecchio, con scrupolo di verità, e da qui della ragazza

la storia discese fino alla nostra Calliope.»
(Fr. 75 Pf., v. 63-77, trad. A. D'Andria)
Questo lungo excursus callimacheo mostra che Xenomede avrebbe ricondotto le origini delle famiglie e delle città dell'isola a miti diversi, ragion per cui si situerebbe appieno nella corrente degli scrittori locali rappresentati da Ellanico, che razionalizzavano il mito e lo riportavano per la storia delle regioni di cui si occupavano.
Gli studiosi ritengono, inoltre, che, proprio per questo, potrebbe essere stato utilizzato anche da Aristotele per la sua Keíōn politeía, visto che da un frammento appare che il filosofo avesse menzionato anche il leone di Iulis citato da Callimaco.